# 콩코나 센 샤르마
콩코나 센 샤르마({{llang|hi|कोंकणा सेन शर्मा}, 영어: Konkona Sen Sharma, 1979년 12월 3일 ~ )는 인도의 배우이다.

## 출연 작품
- 부르카 속의 립스틱 (2016)
- 군지에서의 죽음  (2016)
- 아키라 (2016)
- 카담바리 (2015)
- 그날의 진실 (2015)
- 수잔나의 일곱 번의 결혼 (2011)
- 언피니쉬드 레터 (2010)
- 디어 게스트, 웬 윌 유 리브 (2010)
- 웨이크 업 시드 (2009)
- 럭 바이 찬스 (2009)
- 8 (2008)
- 지하철 인생 (2007)
- 라가 추나리 메인 다그 (2007)
- 트래픽 시그널 (2007)
- 아자 나칠레 (2007)
- 옴카라 (2006)
- 3 페이지 (2005)
- Amu (2005)
- 아이어 부부 (2002)

## 같이 보기
- 인도 영화 배우 목록